# Biosfärområdet Schaalsee

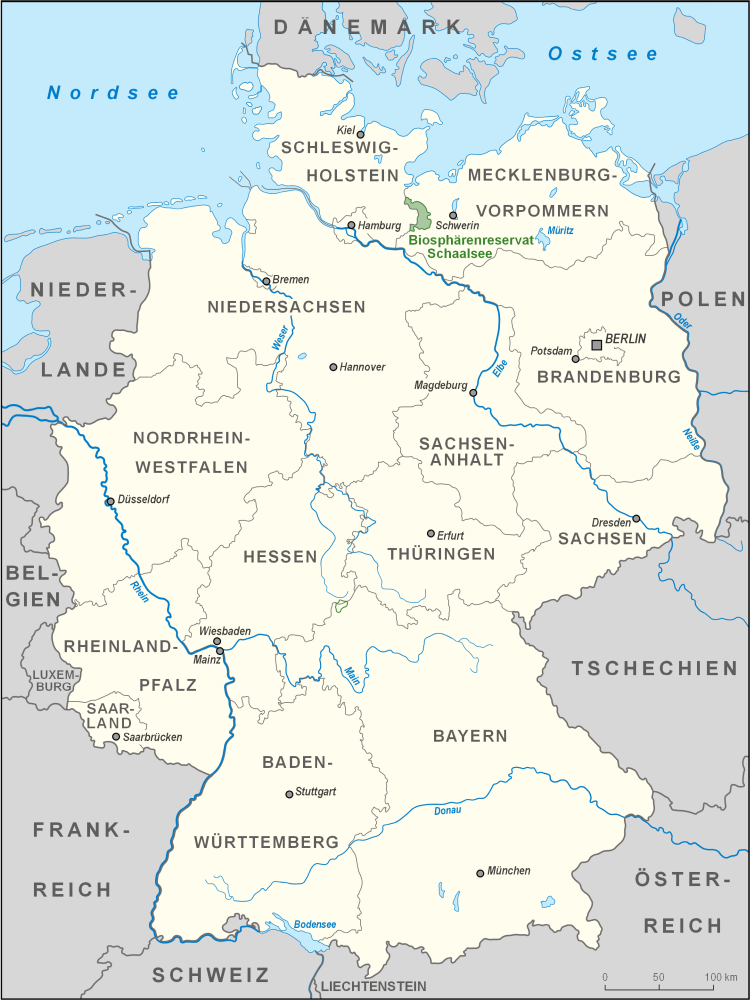
Lägeskarta

Biosfärområdet Schaalsee ligger i tyska förbundslandet Mecklenburg-Vorpommern vid gränsen till förbundslandet Schleswig-Holstein och inrättades år 2000.
Områdets area är 302,5 km² och det ligger i de mecklenburgska distrikten Nordwestmecklenburg och Ludwigslust-Parchim. Det uppkallades efter sjön Schaalsee som ligger vid området. 
Stora delar av området låg direkt vid inomtyska gränsen under DDR-tiden. Därför kunde naturen utvecklade sig nästan ostört där. 

## Zoner

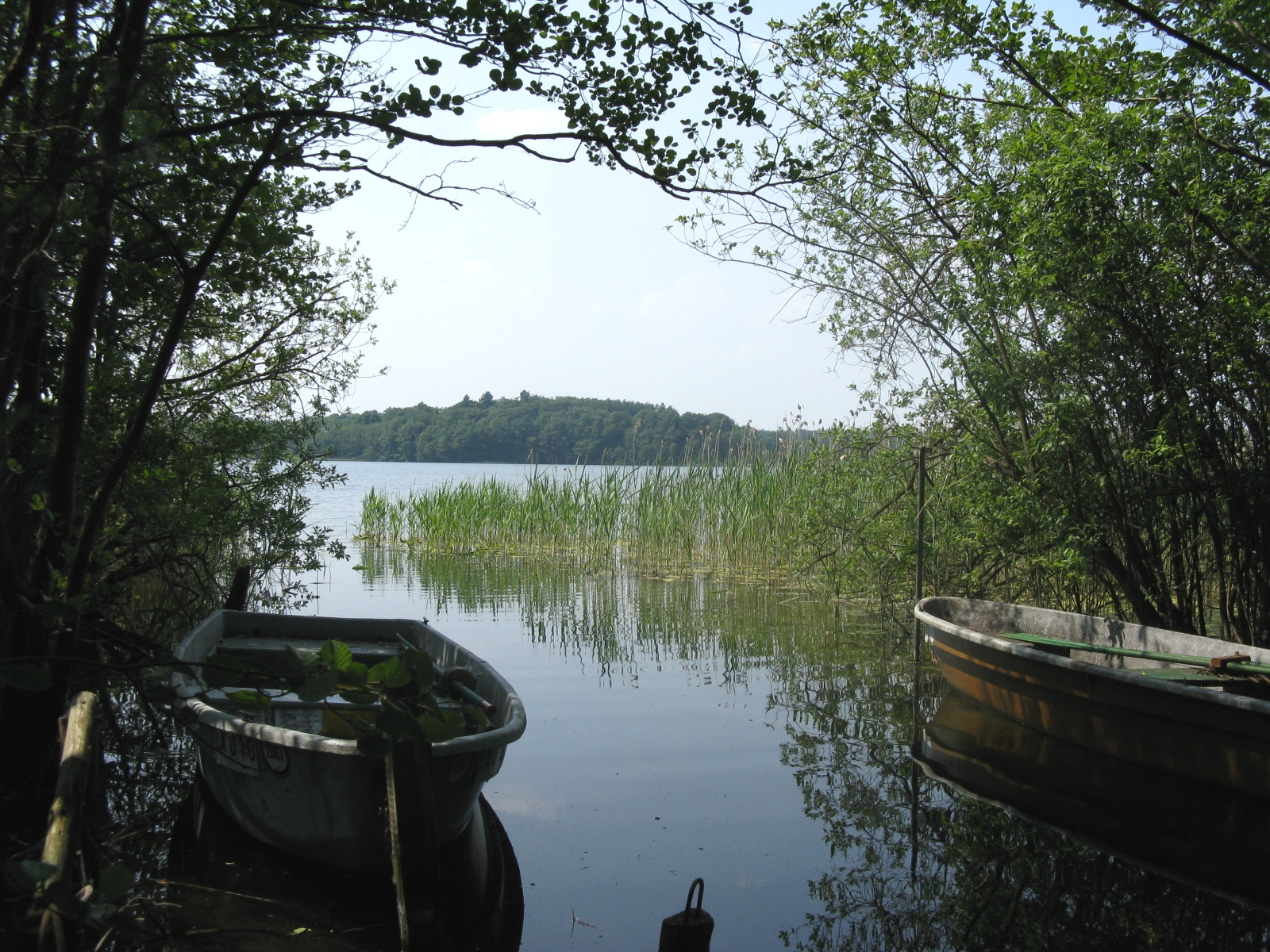
Sjön Schaalsee vid Lassahn

Biosfärområdet indelades i tre zoner, som har olika skydds- och utvecklingsfunktioner. Kärnzonen (6,2% av området) är oberörd av människor. I vårdszonen (28,9%) vårdas området för att bevara det ekologiskt värdefulla kulturlandskapet. I utvecklingszonen (64,9%) skulle man utveckla ekologiskt jordbruk och ekologisk utveckling av ekonomin i regionen. 

## Flora
På biosfärområdet finns skogar på 54,2 km² (18% av området).  Huvudsakligen består de av bokar, men ekar och björkar förekommer också.